# Psychotria daphnoides
Psychotria daphnoides är en måreväxtart som beskrevs av Allan Cunningham och William Jackson Hooker. Psychotria daphnoides ingår i släktet Psychotria och familjen måreväxter. Inga underarter finns listade i Catalogue of Life.